# Église Saint-Jean de Rothenburg ob der Tauber
 (novembre 2023).
Pour les articles homonymes, voir Église Saint-Jean.
L'église Saint-Jean (en allemand St. Johannis) est une église paroissiale catholique romaine depuis 1803. Elle est située à Rothenburg ob der Tauber, petite ville touristique du district d'Ansbach, en Moyenne Franconie, en Bavière. L'église figure sur la liste des monuments bavarois. La paroisse fait partie de l'archidiocèse de Bamberg.

## Description
L'église-halle à trois nefs, couverte d'un toit à pignon abrupt, a été construite vers 1390/1410. Devant le pignon à l'ouest s'élève une tourelle à toit hexagonal recouvert d'un bulbe. À l'extérieur du mur nord se trouvent les statues en pierre de Jean-Baptiste et de saint Christophe. L' intérieur est recouvert d'un plafond à poutres en bois soutenu par quatre colonnes. Une Vierge représentée en femme de l'Apocalypse créée vers 1730/40 a été conservée. L'orgue a été construit en 1885.